# علم أبيض-أزرق-أبيض
علم أبيض-أزرق-أبيض هو رمز لمعارضي الغزو الروسي لأوكرانيا 2022 استُخدم في المظاهرات الروسية المناهضة للحرب. كما تم استخدامه رمزاً لمعارضة الحكومة الروسية الحالية.

## الإنشاء والرمزية
ابتكر العديد من الأشخاص فكرة العلم الأبيض-الأزرق-الأبيض بعد وقتٍ قصيرٍ من بدء الغزو الروسي لأوكرانيا 2022 الذي بدأ في 24 فبراير 2022. يُنسب لكل من كاي كاتونينا وهو مصمم مقيم في برلين ومدير فنون مقيم في روسيا يعرف باسمه المستعار "أصوات السمك" (Звуки Рыб, Zvuki Ryb), إنشاء العلم. استخدم العمل لأول مرة في وسائل التواصل الاجتماعي في 28 فبراير 2022، ورفعه مغتربون روس في مختلف احتجاجات الحركة المناهضة للحرب.
من الأسباب المعلن عنها لاستبدال الشريط الأحمر في علم روسيا بخط أبيض هو إزالة الارتباط بين اللون و"الدم والعنف". صرّح أحد صانعي العلم "بإن اللون الأحمر في العلم الروسي الحديث لا يرتبط بالدم فحسب، بل بقوته العسكرية وقوته الاستبدادية، وإن هذا التعديل ليس مجرد إزالة لرمز الدم، ولكن الأهم من ذلك، إزالة عبادة سياسة عسكرية والعنف. علم روسيا الحالي هو علم استبدادي تاريخي قدمته الإمبراطورية الروسية. إنه مرتبط أيضًا بالنزعة العسكرية التي قدّمت نواتها الإمبراطورية الروسية."
على الرغم من الأسباب الكامنة وراء استبدال الشريط الأحمر بخط أبيض، لم يستخدم جميع النشطاء المناهضين للحرب وأحزاب المعارضة العلم. بل انتقد العديد من نشطاء المعارضة (مثل ماريا موتوزنايا) الأسباب المعلن عنها لإزالة الشريط الأحمر.